# Lacandonia schismatica
Lacandonia schismatica E.Martínez & Ramos – gatunek wieloletnich, myko-heterotroficznych roślin bezzieleniowych z monotypowego rodzaju Lacandonia, z rodziny tryurydowatych, endemiczny dla Chiapas w Meksyku. Gatunek wyróżnia się bardzo nietypowym dla okrytonasiennych usytuowaniem owocolistków na zewnątrz względem pręcików, co było powodem wyodrębniania tego taksonu w randze odrębnej, monotypowej rodziny Lacandoniaceae. Ta specyficzna budowa jest uznawana za wynik mutacji homeotycznej. W niektórych ujęciach wpływ mutacji uznawany jest za nie dość istotny, by gatunek wyodrębniać w osobny rodzaj i takson ten włączany jest do rodzaju Triuris.
Holotypem gatunku jest okaz zielnikowy, zebrany 30 stycznia 1987 roku przez S. Martínez w Crucero Corozal w pobliżu Ocosingo w Meksyku. Jest on przechowywany w zbiorach Narodowego Uniwersytetu Meksykańskiego. Istnieje 5 izotypów.

## Morfologia
PokrójNiewielkie rośliny bezzieleniowe z pędami pokrytymi hialiną.
ŁodygaKrótkie podziemne kłącze. Pęd naziemny z kilkoma zredukowanymi, łuskowatymi liśćmi.
KwiatyRośliny dwupienne. Kwiaty obupłciowe, zebrane w grono. Okwiat pojedynczy, 4-(6)listkowy. Listki równej wielkości, silnie brodawkowate, zakończone kończykiem. Pręciki 3 (rzadziej 2 lub 4), siedzące na krawędziach wklęsłego środka dna kwiatowego. Słupkowie złożone z wielu wolnych, brodawkowatych owocolistków, otaczających pręciki.
OwoceNiełupki.